# 千秋季忠
千秋 季忠（せんしゅう すえただ）は、戦国時代の武将・熱田神宮の大宮司。織田信長の家臣。尾張国知多郡羽豆崎（はずざき）城主。

## 生涯
天文3年（1534年）、熱田神宮の大宮司・千秋季光の子として誕生。千秋家は藤原季範の末裔で、長年にわたって尾張を中心に美濃・三河に社領を広げていくうちに武士化し、16世紀頃の前半頃に新興勢力だった織田弾正忠家と結びついた。
父・季光は武士として織田信秀に仕えていたが、天文13年（1544年）9月、加納口の戦いで戦死し、跡を継いだ季光・長男の季直も間もなく夭折したため、弟の季忠が大宮司職と家督を継いだ。
永禄3年（1560年）5月、桶狭間の戦いに参加。佐々政次と共に鷲津砦・丸根砦を落とした今川義元軍と対峙していたが、織田信長が善照寺砦に到着したのを見て義元本隊に攻撃を仕掛け、政次ともども討ち死にを遂げた。この千秋・佐々の行動は、信長が奇襲を成功させるために命じた陽動作戦との説と、藤本正行の、戦国時代にはよくあったという、単なる抜け駆けと解釈する説がある。
季忠が戦死したとき、子の季信は母の胎内にあり、大宮司職は叔父の千秋季重が中継ぎをしていたという。その後、季信は母の実家である浅井備中守家のもとで養育され、15歳になった天正2年（1574年）、信長に拝謁し、大宮司職と遺領の一部を、統一後の全領知行の約束とともに取りあえず3村を給付されるが、2代にわたり戦死した千秋家は武士を離れ、重職である大宮司職に専念して守るように命令を受けた（『熱田大宮司千秋家譜』）。これで、野並村（現在の名古屋市天白区野並）を継いだ。

## 逸話
- 領地である羽豆崎近辺には海賊が出没し、家臣たちもそれと共謀して住民を苦しめていた。一計を案じた季忠は海賊の首領に「勧進で得た十万貫を渡すから、熱田社修復のための材木を紀州より運んでもらいたい」と持ちかけ、それを承諾した首領は部下全員を従えて出発するが、季忠はその隙を突いて海賊の本拠地を焼き払った。その後、季忠は約束通り代金を払おうとしたが、首領はそれを断り、ただ新たに住む場所を求めたので、季忠は彼らに遠江の鷲津浜に住居を与えた。以後、羽豆崎には海賊が出没しなくなったという（『武将感状記』）逸話として伝わるが大宮司職より武士としての豪胆さと知略が広まっていた感がある[13]。
- 父の季光は、父ではなく兄である可能性もあるが詳細は不明[要出典]。

## 登場作品
- 桶狭間 OKEHAZAMA（2021年、フジテレビ） - 演：堀井新太
- 宮下英樹『センゴク外伝 桶狭間戦記』